# ボルチモア大学
ボルチモア大学（University of Baltimore、通称UB）は、アメリカ合衆国メリーランド州のボルチモアにある州立大学。メリーランド大学システムに含まれる。
学生数は本部キャンパスのみで4,500人（学部生・大学院生計）、全体では5,000を超える。

## 卒業生
- スピロ・アグニュー
- レッド・ホルツマン

| サブスタブ | この項目は、まだ閲覧者の調べものの参照としては役立たない、書きかけの項目です。この項目を加筆・訂正などしてくださる協力者を求めています。このテンプレートは分野別のサブスタブテンプレートやスタブテンプレート（Wikipedia:分野別のスタブテンプレート参照）に変更することが望まれています。 |